# Abierto internacional de ajedrez de Granada
El Abierto Internacional de Ajedrez de Granada es un torneo de ajedrez que se celebra en la ciudad española de Granada, en la Alhambra, válido para normas de título internacional. Se disputa a 9 rondas por sistema suizo, bajo organización de la Escuela Granadina de Ajedrez (EGA).
Hasta el momento se han celebrado 2 ediciones en 2006 y 2007.

## Clasificación final, 2006
- 1.º, M.I.José Carlos Ibarra Jerez (España), 7 puntos;
- 2.º, G.M. Oleg Korneev (Rusia), 7;
- 3.º, G.M. Karen Movsziszian (Armenia), 7;
- 4.º, Daniel Campora (Argentina), 7;
- 5.º, M.I. Enrique Rodríguez Guerrero(España), 7;
- 6.º, M.I. Joan Pomes (España), 7;
- 7.º, M.I. Vitali Koziak (Ucrania), 7;
- 8.º, M.I. Ilmars Starostits (Letonia), 6.5;
- 9.º, G.M. Stuart Conquest (Inglaterra), 6.5;
- 10.º, G.M. Zvulon Gofhstein (Israel), 6,5;
- hasta 146 participantes.

## Edición de 2007
Se celebró del 5 al 9 de diciembre de 2007, contando con la participación de 11 GMs, 7 IMs y otros titulados.

## Clasificación final, 2007
- 1 GM Branko Damjalnovic 2608 SCG 7½
- 2 GM Dragan Páunovic 2535 SCG 7
- 3 GM Aleksa Strikovic 2551 SCG 7
- 4 GM Karen Movsziszian 2531 ARM 7
- 5 GM Oleg Korneev 2587 RUS 6½
- 6 IM Valentin Iotov 2509 BUL 6½
- 7 GM Carlos S. Matamoros Franco2525 ECU 6½
- 8 FM Diego del Rey 2397 ARG 6½
- 9 IM José Carlos Ibarra Jeréz 2484 ESP 6½
- 10 IM Slobodan Kovacevic 2414 SCG 6½